# Келміна
Келміна (пол. Kiełmina) — село в Польщі, у гміні Стрикув Зґерського повіту Лодзинського воєводства.
Населення — 440 осіб (2011).

## Демографія
Демографічна структура станом на 31 березня 2011 року:
|          | Загалом | Допрацездатний вік | Працездатний вік | Постпрацездатний вік |
| -------- | ------- | ------------------ | ---------------- | -------------------- |
| Чоловіки | 228     | 47                 | 162              | 19                   |
| Жінки    | 212     | 33                 | 127              | 52                   |
| Разом    | 440     | 80                 | 289              | 71                   |